# Helmontia leptantha
Helmontia leptantha är en gurkväxtart som först beskrevs av Schlechtend., och fick sitt nu gällande namn av Célestin Alfred Cogniaux. Helmontia leptantha ingår i släktet Helmontia och familjen gurkväxter. Inga underarter finns listade i Catalogue of Life.